# ویبریج
longitudeویبریجlatitudeویبریج
ویبریج (به انگلیسی: Weybridge) یک شهرک در بریتانیا است که در Elmbridge واقع شده‌است.

## خصوصیات
ویبریج ۱۳٫۷۳ کیلومترمربع مساحت و ۱۵٬۴۴۹ نفر جمعیت دارد.

## افراد مشهور
- ژاکلین بیسه (زادهٔ ۱۳ سپتامبر ۱۹۴۴)، بازیگر انگلیسی
- کالین دیویس (۲۷ سپتامبر ۱۹۲۷ - ۱۴ آوریل ۲۰۱۳), هادی انگلیسی